# Muspel
In het Oudnoords scheppingsverhaal wordt de Thurs (vuurreus) Muspel (Oudnoords Muspellr, Oudsaksisch: Mudspelli) als heerser over Muspelheim genoemd, als personificatie van het vuur. Waarschijnlijk zijn hij en Surtr identiek. 
In andere gevallen wordt Muspel ook  als synoniem voor Muspelheim gebruikt.

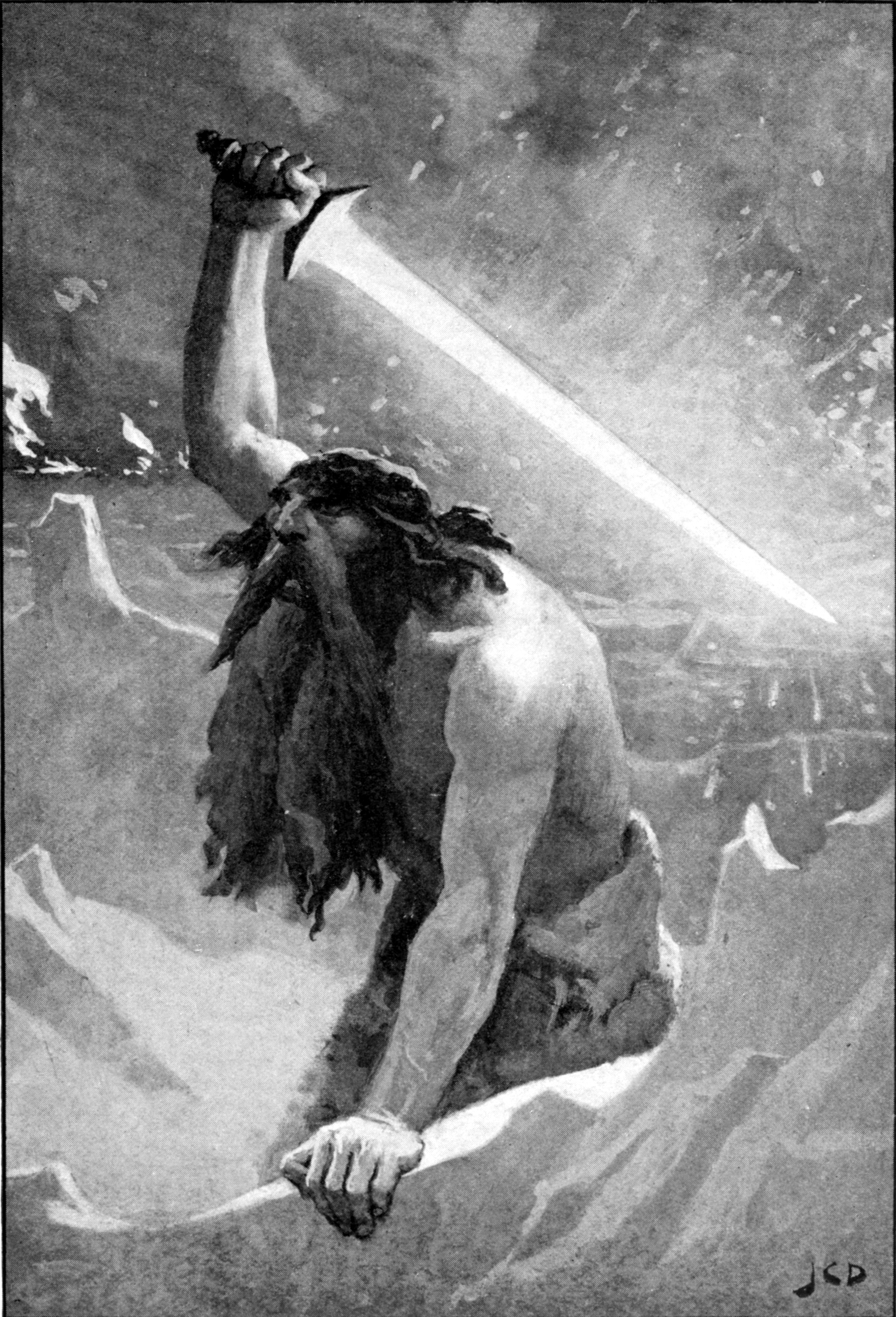
Surt met Surtalogi

In de Ragnarök scheidt Surtr met zijn vuurzwaard Surtalogi de brug Bifröst, de verbinding tussen Midgard en Asgard. Met de zonen van Muspel (de Muspellzsynir) vechten zij op het dodenschip Naglfar, Surtr op kop. Hij steekt de wereld in brand, slingert vuur in alle richtingen en vernietigt alle leven (Wereldbrand). Hij doodt dan ook de slecht bewapende god Freyr, die zijn goede zwaard had weggegeven ten gunste van liefde en een substitutiezwaard gebruikte, in een tweestrijd.
De bekende teksten spreken nooit over zijn of Surtrs oorsprong. Hij schijnt er altijd geweest te zijn. De vlammen daarentegen liggen aan de oorsprong van de schepping, want toen het vuur van Muspellheim de nevels van Niflheim ontmoette, leverde dat het ontstaan van de hermafrodiete Ymir en de oerkoe Audhumla.